# Pseudocamelina
Pseudocamelina es un género  de plantas de la familia Brassicaceae. Comprende 11 especies descritas y de estas, solo 3 aceptadas.

## Taxonomía
El género fue descrito por (Boiss.) N.Busch y publicado en Zurn. Russk. Bot. Obs. Akad. Nauk SSSR 13: 113. 1928.

## Especies aceptadas
A continuación se brinda un listado de las especies del género Pseudocamelina aceptadas hasta septiembre de 2013, ordenadas alfabéticamente. Para cada una se indica el nombre binomial seguido del autor, abreviado según las convenciones y usos.
- Pseudocamelina aphragmodes (Boiss.) N. Busch
- Pseudocamelina campylocarpa (Boiss.) N. Busch
- Pseudocamelina glaucophylla N. Busch